# Tablet (журнал)
Tablet — американский ежедневный еврейский онлайн-журнал, издаваемый с 2009 года фондом Nextbook и посвящённый еврейским новостям, идеям и культуре. Главный редактор издания — Алана Ньюхаус.

## История
Tablet был основан в июне 2009 года Аланой Ньюхаус, бывшим редактором отдела культуры журнала The Forward, при поддержке фонда Nextbook как обновлённая версия еврейского литературного журнала Nextbook, более ориентированная на публикацию новостей. Через три года журнал New York Magazine охарактеризовал Tablet как «обязательный к прочтению для молодых политически и культурно активных евреев». Материалы издания в основном сосредоточены на еврейских новостях и культуре.
В феврале 2015 года Tablet протестировала метод монетизации, при котором зрители могли читать статьи бесплатно, но должны были платить за комментирование. Комментирование стоит 2 доллара в день, 18 долларов в месяц или 180 долларов в год..
Tablet имеет соглашение с русскоязычным еврейским журналом «Лехаим» о взаимном переводе и публикации лучших материалов.

### Известные публикации
В июле 2012 года автор Tablet Майкл К. Мойнихан опубликовал статью о том, как журналист Джона Лерер сфабриковал цитаты Боба Дилана в своей книге «Вообрази». Публикация статьи в Tablet в конечном итоге привела к увольнению Лерера из New Yorker и отзыву издателем Houghton Mifflin Harcourt книги «Вообрази» и второй книги Лерера «Как мы решаем». Расследование Мойнихана в отношении Лерера и обстоятельства публикации статьи позже стали предметом книги Джона Ронсона «Итак, Вы публично опозорены».
В августе 2018 года, когда левый политик и активистка Джулия Салазар, позиционировавшая себя как еврейка и иммигрантка, вела кампанию перед выборами в Сенат штата Нью-Йорк, Tablet опубликовал статью, подвергшую сомнению её еврейское происхождение, а также статус иммигрантки. Журнал Jewish Currents опубликовал интервью с ответом Салазар на материал в Tablet.
После стрельбы в синагоге Питтсбурга в 2018 году главный редактор Tablet Алана Ньюхаус и другие члены редакции журнала отправились в Питтсбург, чтобы рассказать о стрельбе и ее последствиях.
В декабре 2018 года Tablet опубликовал статью о Женском марше в Вашингтоне после избрания Дональда Трампа президентом. В статье отмечалось, что лидеры «Женского марша» исключали еврейских женщин с руководящих должностей и использовали антисемитские выражения с момента основания организации в 2016 году. Особенно критиковались связи организации с Луисом Фарраханом, главой «Нации ислама». Статья появилась после нескольких месяцев растущего давления на группу, в том числе со стороны её местных отделений, выступавших с критикой, и прекращения финансовой поддержки от Национальной организации женщин. В итоге организаторы марша высказались против наиболее одиозных заявлений Фаррахана, принесли извинения и приняли меры против дискриминации евреев при выборах руководства. Однако руководство марша в целом не осудило Фаррахана, что также подверглось критике.
В апреле 2021 года Tablet опубликовал исследование, показавшее, что, несмотря на распространённое мнение о том, что образование снижает антисемитизм, более высокообразованные люди могут быть даже более склонны к нему. Опрос был основан на концепции двойных стандартов: респондентам задавали вопросы, демонстрируя один из двух примеров, из которых лишь один был связан с иудаизмом; например, в одном вопросе говорилось, «представляют ли публичные собрания во время пандемии COVID-19 угрозу общественному здоровью и следует ли их предотвращать?», и в качестве примеров приводились либо протесты Black Lives Matter, либо похороны ортодоксальных евреев. Респонденты должны были отвечать на вопросы одинаково, независимо от приведённых примеров, но оказались склонны более жёстко применять ограничительные принципы к евреям.

### Известные интервью
Издание брало интервью у ряда известных лиц:
- Уолтер Абиш[25][26]
- Майк Столлер[27][28]
- Сеймур Стейн[29][30]
- Наоми Алдерман[англ.][31]
- Шимон Перес[32][33]
- Адина Бар-Шалом[англ.][34][35]

## Подкасты
В 2015 году Tablet запустил подкаст Unorthodox о еврейской жизни и культуре, ведущими которого выступили Стефани Бутник, Лиэль Лейбовиц и Джошуа Малина. В подкасте представлен еженедельный обзор «Новости евреев», интервью с «евреем недели» и интервью с «неевреем недели». Подкаст был скачан более шести миллионов раз, и он представляет собой живое шоу, проходящее по всей территории Соединенных Штатов.
Tablet Studios опубликовала ряд подкастов, в том числе: Radioactive — об антисемитском радиосвященнике Чарльзе Кафлине, Gatecrashers — об истории евреев в учебных заведениях Лиги плюща, а также Take One — ежедневный подкаст, в котором ведущий и гость обсуждают страницу Талмуда.
С 2014 по 2022 год Tablet сотрудничал с подкастом Israel Story в течение первых шести сезонов.
В декабре 2023 года Фонд USC Shoah Foundation объявил о своем партнерстве с Tablet Studios с целью создания коллекции аудио- и видеосвидетельств нападения ХАМАС на Израиль в 2023 году.